# Gare de l'aéroport d'Aalborg
La gare de l'aéroport d'Aalborg (en danois : Aalborg Lufthavn Station) est une gare ferroviaire danoise située à l'aéroport d'Aalborg. La gare est le terminus de la ligne de chemin de fer qui relie la ville d'Aalborg à son aéroport en passant par le pont ferroviaire sur le Limfjord.